# Swept Away (film)
Swept Away är en brittisk-italiensk film från 2002 regisserad av Guy Ritchie med Madonna i huvudrollen. Filmen är en nyinspelning av Lina Wertmüllers film Swept Away från 1974. Adriano Giannini spelar den roll som hans far, Giancarlo Giannini, spelade i originalfilmen 1974. Filmen fick många negativa recensioner av kritiker. Den "belönades" med fem Razzies för bland annat sämsta film.

## Handling
Amber Leighton (Madonna) är en vacker, rik, bortskämd kvinna som alltid är på dåligt humör. Hennes man Tony (Greenwood) tar med henne på en privat kryssning från Grekland till Italien med två andra par. Amber blir inte alls imponerad av semestern och hon blir inte bättre av att betjänas av fartygets styrman, Giuseppe Esposito (Giannini). Han är inte heller så förtjust i Amber utan har bara lust att kasta henne överbord istället för att stå ut med hennes aggressiva humör. En dag råkar de båda hamna på en öde ö i Medelhavet. På ön blir rollerna ombytta då Giuseppe behandlar Amber illa och kräver att han får respekt av henne. Under tiden på ön blir de förälskade i varandra och njuter av ön som ett paradis.

## Rollista
| Bruce Greenwood    | – Tony        |
| Madonna            | – Amber       |
| Elizabeth Banks    | – Debi        |
| Michael Beattie    | – Todd        |
| Jeanne Tripplehorn | – Marina      |
| David Thornton     | – Michael     |
| Yorgo Voyagis      | – Captain     |
| Ricardo Perna      | – Crew Member |
| Adriano Giannini   | – Giuseppe    |

## Om filmen
Filmen tilldelades i mars 2003 fem Golden Raspberry Awards för sämsta film, sämsta kvinnliga skådespelare, sämsta filmpar, sämsta regi och sämsta nyinspelning.